# Ortrand
Ortrand é um município da Alemanha, situado no distrito de Oberspreewald-Lausitz, no estado de Brandemburgo. Tem 7,34 km² de área, e sua população em 2019 foi estimada em 2.051 habitantes.